# Ваканохана Кандзи (I)
Ваканохана (I) Кандзи  (яп. 若乃花 幹士 Ваканохана Кандзи, наст. имя Кацудзи Ханада 花田 勝治 Ханада Кацудзи; 16 марта 1928 — 1 сентября 2010) — борец сумо. Ёкодзуна № 45. Дядя ёкодзун Таканоханы Кодзи и Ваканоханы (III) Масару, брат одзэки Таканоханы Кэнси. 10 раз выигрывал Императорский кубок, застав то время, когда в год проводилось только 4 или 5 турниров. Вышел в отставку в 1962 году. Уникален как один из легчайших ёкодзун нового времени — имел боевой вес около 100 кг. Имел прозвище «Демон ринга».
После отставки основал Футагояма-бэя, сильнейшую школу своего времени. Подготовил плеяду сильнейших борцов, в том числе своих племянников. Был главой Ассоциации сумо с 1988 по 1992 год.

## Результаты с дебюта в макуути
Примечание: Турнир в Осаке возобновлен в 1953 году. Турнир на Кюсю начали проводить в 1957 году, нагойский — в 1958 году.
| Год в сумо | Январь Хацу басё, Токио     | Март Хару басё, Осака          | Май Нацу басё, Токио          | Июль Нагоя басё, Нагоя | Сентябрь Аки басё, Токио      | Ноябрь Кюсю басё, Фукуока    |
| --- | --------------------------- | ------------------------------ | ----------------------------- | ---------------------- | ----------------------------- | ---------------------------- |
| 1950 | Маэгасира #18 запада 11–4 Д | x                              | Маэгасира #9 востока 10–5     | x                      | Маэгасира #4 востока 4–11     | x                            |
| 1951 | Маэгасира #7 востока 11–4 Д | x                              | Маэгасира #1 востока 8–7 ★    | x                      | Комусуби востока 7–8          | x                            |
| 1952 | Комусуби запада 5–10        | x                              | Маэгасира #4 запада 5–10      | x                      | Маэгасира #9 запада 10–5      | x                            |
| 1953 | Маэгасира #3 запада 8–7 ★   | Маэгасира #1 востока 8–7 ★     | Маэгасира #1 востока 8–7 ★    | x                      | Комусуби запада 8–7           | x                            |
| 1954 | Сэкивакэ запада 8–7 В       | Сэкивакэ востока 9–6           | Сэкивакэ востока 9–6          | x                      | Сэкивакэ запада 11–4 В        | x                            |
| 1955 | Сэкивакэ востока 7–7–1ничья | Сэкивакэ запада 10–4–1ничья    | Сэкивакэ запада 8–7           | x                      | Сэкивакэ запада 10–4–1ничья Т | x                            |
| 1956 | Одзэки востока 13–2         | Одзэки востока 12–3–P          | Одзэки востока 12–3–P         | x                      | Одзэки востока 12–2–1         | x                            |
| 1957 | Одзэки востока 11–4         | Одзэки востока 10–5            | Одзэки востока 11–4           | x                      | Одзэки востока 11–4           | Одзэки востока 12–3          |
| 1958 | Одзэки востока 13–2         | Ёкодзуна востока 12–3          | Ёкодзуна запада 11–4          | Ёкодзуна востока 13–2  | Ёкодзуна востока 14–1         | Ёкодзуна востока 12–2–1ничья |
| 1959 | Ёкодзуна востока 14–1       | Ёкодзуна востока 12–3          | Ёкодзуна востока 14–1–P       | Ёкодзуна запада 11–4   | Ёкодзуна запада 14–1          | Ёкодзуна востока 11–4        |
| 1960 | Ёкодзуна запада 0–3–12      | Ёкодзуна востока 15–0          | Ёкодзуна востока 13–2         | Ёкодзуна востока 13–2  | Ёкодзуна востока 13–2         | Ёкодзуна востока 5–4–6       |
| 1961 | Ёкодзуна запада 12–3        | Пропустил из-за травмы< 0–0–15 | Ёкодзуна запада 10–5          | Ёкодзуна востока 3–4–8 | Ёкодзуна запада 10–5          | Ёкодзуна востока 11–4        |
| 1962 | Ёкодзуна востока 11–4       | Ёкодзуна запада 0–2–13         | Ёкодзуна востока Отставка 0–0 | x                      | x                             | x                            |
| Результат приведен как победил-проиграл-снялся Победа Малый кубок Отставка Не выступал в макуути Специальные призы: Д=За боевой дух (Канто-сё); В=За выдающееся выступление (Сюкун-сё); Т=За техническое совершество (Гино-сё) Ещё показаны: ★=Кимбоси; P=Участие в дополнительном финале Лиги: Макуути — Дзюрё — Макусита — Сандаммэ — Дзёнидан — Дзёнокути Ранги макуути: Ёкодзуна — Одзэки — Сэкивакэ — Комусуби — Маэгасира |                             |                                |                               |                        |                               |                              |